# Condé-sur-Iton
Condé-sur-Iton era una comuna francesa que estaba situada en el departamento de Eure, de la región de Normandía que el 1 de enero de 2016 pasó a formar parte de la comuna nueva de Mesnils-sur-Iton como comuna delegada.

## Demografía
| Gráfica de evolución demográfica de Condé-sur-Iton entre 1800 y 2013 |
|                                                                      |

Los datos demográficos contemplados en este gráfico de la comuna de Condé-sur-Iton se han cogido de 1800 a 1999 de la página francesa EHESS/Cassini, y los demás datos de la página del INSEE.